# Goldingen (Zwitserland)
Goldingen is een plaats en voormalige gemeente in het Zwitserse kanton Sankt Gallen en maakt deel uit van het district See-Gaster.
Goldingen telt 1053 inwoners.

## Geschiedenis
Op 1 januari 2013 werd zij gefusioneerd met Eschenbach en Sankt Gallenkappel onder de nieuwe gemeente Eschenbach.

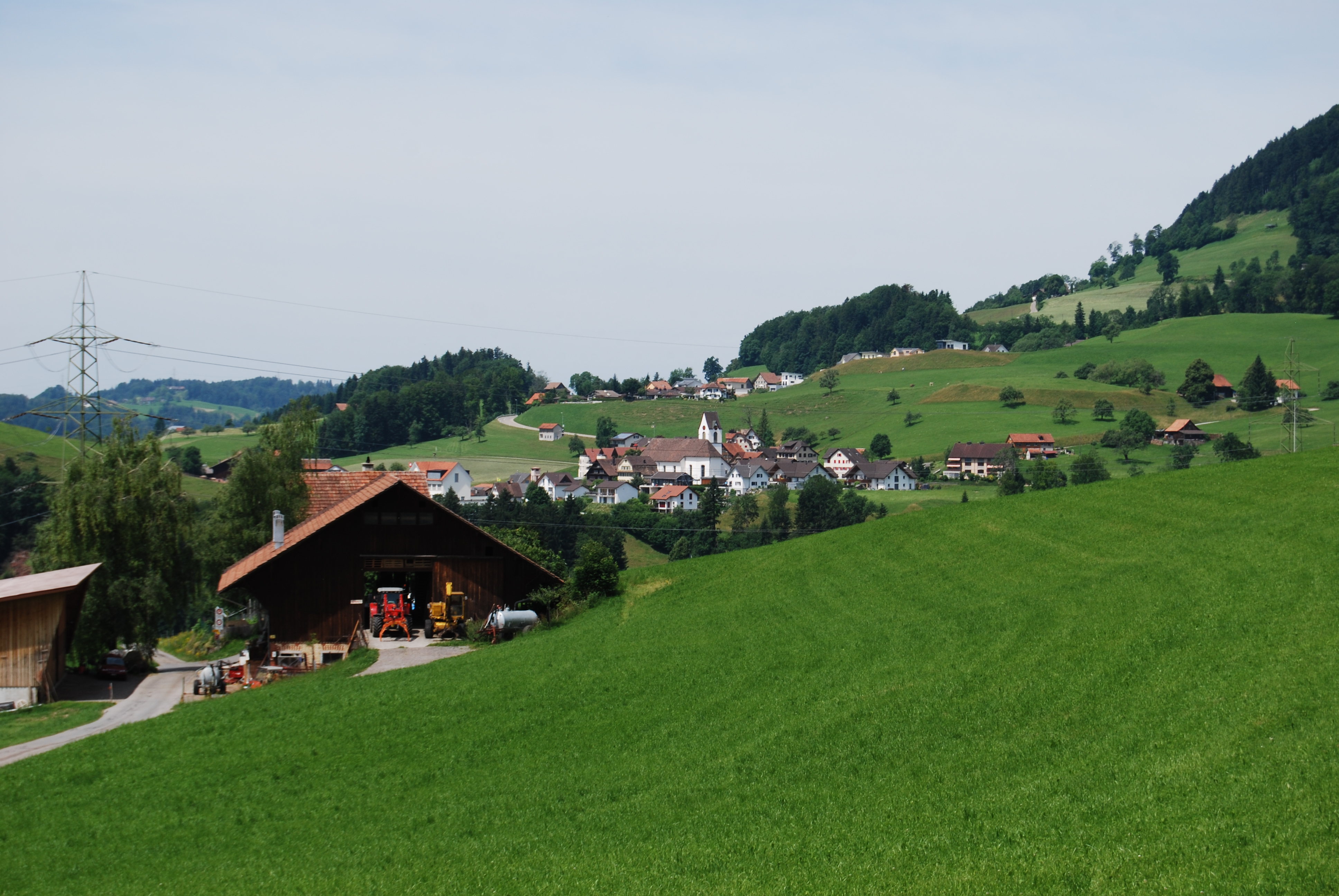
Goldingen

## Geboren
- Andreas Dietziker (1982), wielrenner

- Gemeinsame Normdatei: 4638045-0
- Historisch woordenboek van Zwitserland: 001368
- Virtual International Authority File: 233886915
- WorldCat: E39PBJkHpTQxKhMFBy8v3HDyVC